# Зозуля-дронго молуцька
Зозу́ля-дро́нго молуцька (Surniculus musschenbroeki) — вид зозулеподібних птахів родини зозулевих (Cuculidae). Ендемік Індонезії. Молуцька зозуля-дронго раніше вважалася конспецифічною з азійською зозулею-дронго, однак була визнана окремим видом.

## Поширення і екологія
Молуцькі зозулі-дронго мешкають на островах Сулавесі, Хальмахера, Бачан, Бутон і Обіра. Вони живуть у вологих тропічних лісах, чагарникових заростях і садах.